# Timothy Tillman
Timothy Justin Tillman (ur. 4 stycznia 1999 w Norymberdze) – amerykański piłkarz niemieckiego pochodzenia występujący na pozycji środkowego lub ofensywnego pomocnika w amerykańskim klubie Los Angeles FC. Wychowanek 1. SC Feucht, w trakcie swojej kariery grał także w takich zespołach, jak Bayern Monachium II, 1. FC Nürnberg oraz SpVgg Greuther Fürth. Młodzieżowy reprezentant Niemiec.
Jego młodszy brat Malik Tillman również jest piłkarzem.